# Canal 10 (Mar del Plata)
El Canal 10 de Mar del Plata es un canal de televisión abierta argentino afiliado a El Trece que transmite desde la ciudad de Mar del Plata. El canal se llega a ver en el sudeste de la Provincia de Buenos Aires a través de repetidoras. Es propiedad del Grupo Olmos.

## Historia
El 10 de octubre de 1963, mediante el Decreto 9064, el Poder Ejecutivo Nacional adjudicó a la empresa TV Mar del Plata S.A. (en ese entonces en proceso de formación y conformada por 10 personas) una licencia para explotar la frecuencia del Canal 10 de la ciudad de Mar del Plata, provincia de Buenos Aires.
La licencia inició sus transmisiones regulares el 22 de noviembre de 1965 como LU 82 TV Canal 10 de Mar del Plata.
El 11 de diciembre de 1981, el Comité Federal de Radiodifusión, mediante la Resolución 407 autorizó al Municipio del partido de La Costa a instalar repetidoras en las ciudades de Mar de Ajó y San Clemente del Tuyú; asignándole a cada repetidora los canales 32 y 13 respectivamente.
El 27 de enero de 1983, mediante el Decreto 194, el Poder Ejecutivo Nacional renovó la licencia conferida del Canal 10.
El 12 de abril de 1996, mediante el Decreto 406, autorizó el ingreso a TV Mar del Plata S.A. (licenciataria de Canal 10) de Alejandro Romay y Rogelio Pianezza, quienes se quedaron con la participación accionaria mayoritaria en la empresa.
El 25 de noviembre de 1997, la empresa australiana Prime Television Ltd. anunció la compra la red de Canal 9 y sus emisoras (incluyendo el Canal 10) por aproximadamente USD 150 millones. Dicha transacción fue completa al mes siguiente. Para enero de 1998, el 50% de la red había pasado a manos de Torneos y Competencias; mientras, que para marzo de 1999, TyC era copropietaria dicho porcentaje junto con Atlántida Comunicaciones a través de la empresa AC Inversora.
En febrero de 1999, mediante la Resolución 3453, la Secretaría de Comunicaciones autorizó a Canal 10 a realizar pruebas en la Televisión Digital Terrestre bajo la normativa ATSC (normativa que fue dispuesta mediante la Resolución 2357 de 1998). Para ello se le asignó el Canal 11 en la banda de VHF.
El 30 de noviembre de 1999, Constancio Vigil, director general de Atlántida Comunicaciones, dio a conocer que el Grupo Telefónica (que tenía el 30% de la empresa) iba a comprar el 50% de Azul Televisión y sus 3 en el interior (entre ellos Canal 10). En simultáneo, también se había dado a conocer que Telefónica iba a adquirir el 100% de las acciones de Telefe, 7 canales del interior (entre ellos el rival de Canal 10, el Canal 8) y las radios Continental y FM Hit por aproximadamente USD 530 millones. Ambas transacciones fueron aprobadas por la Secretaría de Defensa de la Competencia y del Consumidor el 19 de abril de 2000 con la condición de que el grupo español venda su porcentaje en Canal 10 o la totalidad del Canal 8 en un plazo de 180 días. La compra de ambos canales por parte de Telefónica fueron completadas el 19 de mayo del mismo año.
El 6 de agosto de 2001, Prime Television anunció que el restante 50% de Azul Televisión al banco JP Morgan Chase por USD 67,5 millones; sin embargo, la financiera no tenía entre sus planes mantener el canal porteño ni sus activos (entre ellos Canal 10) por un largo tiempo.
El 28 de noviembre de 2001, el Comité Federal de Radiodifusión intimó al grupo Telefónica a qué en un plazo de 12 meses venda uno de los canales de Mar del Plata (el 8 o el 10) y de Buenos Aires (el 9 o el 11). Finalmente, el 4 de julio de 2002, Telefónica se deshizo de los canales 9 y 10 a través de la venta de su participación en Azul Televisión a la empresa HFS Media (liderado por Daniel Hadad y Fernando Sokolowicz), que también compró el porcentaje que estaba en manos de la JP Morgan. Sin embargo ese mismo año, el Canal 10 fue adquirido por el grupo Neomedia.

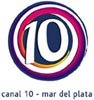
Logo utilizado entre 2002 y 2004.

El 23 de mayo de 2003, el Comité Federal de Radiodifusión, mediante la Resolución 711 autorizó a TV Mar del Plata (titular de Canal 10) a instalar repetidoras en las ciudades de Azul, Dolores, Maipú, Nueve de Julio, Olavarría, San Carlos de Bolívar y Tres Arroyos; asignándole a cada repetidora los canales 38, 34, 66, 26, 23, 21 y 29 respectivamente. Sin embargo, el 10 de mayo de 2016, el Ente Nacional de Comunicaciones declaró la caducidad de la resolución.
El 1 de mayo de 2004, Canal 10 comenzó a emitir de forma exclusiva la programación del Canal 13 de Buenos Aires.
La Autoridad Federal de Servicios de Comunicación Audiovisual, mediante las resoluciones 330 del 18 de noviembre de 2010 y 1036 del 30 de agosto de 2011, autorizó al Canal 10 a realizar pruebas en la Televisión Digital Terrestre bajo el estándar ISDB-T (adoptado en Argentina mediante el Decreto 1148 de 2009). Para ello se le asignó el Canal 43 en la banda de UHF.

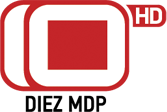
Variante del logo del canal utilizada en la señal HD.

El 13 de agosto de 2012, Canal 10 comenzó a emitir programación en HD, convirtiéndose en el primer canal de Mar del Plata en emitir con bajo ese formato.
El 31 de marzo de 2015, la Autoridad Federal de Servicios de Comunicación Audiovisual, mediante la Resolución 236, le asignó a Canal 10 el Canal 27.1 para emitir de forma regular (en formato HD) en la Televisión Digital Terrestre.
El 3 de agosto de 2022, Grupo Olmos compró la emisora marplatense.

## Programación
Actualmente, parte de la programación del canal consiste en retransmitir los contenidos del Canal 13 de Buenos Aires (cabecera de la cadena Artear/El Trece, que representa comercialmente a Canal 10).
La señal posee también programación local, entre los que se destacan El Diez Noticias  (que es el servicio informativo del canal), ADN (enfocado en la problemática de la discapacidad) y Comunidad Portuaria (programa dedicado a la actividad portuaria).

## Noticieros locales
Telediario era el servicio informativo del canal con principal enfoque en las noticias del sudeste bonaerense y nacionales. Su primera emisión fue el 17 de marzo de 2003. El 8 de noviembre de 2021 el informativo cambia de nombre y se pasa a llamar Ahora Noticias.
El 22 de agosto de 2022, se crea un informativo a la mañana, Arriba Mar del Plata con Laura Desuá y Germán Lagrasta.
El 15 de mayo de 2023, Ahora Noticias paso a llamarse 10 Noticias con tres ediciones que se emiten de lunes a viernes (a las 13:00, a las 20:00 y a la medianoche).

## Repetidoras
Canal 10 cuenta con 5 repetidoras en la Provincia de Buenos Aires.
| Provincia de Buenos Aires | Provincia de Buenos Aires     |
| ------------------------- | ----------------------------- |
| Canal                     | Localización de la repetidora |
| 4                         | Barker                        |
| 5                         | Necochea                      |
| 13                        | Pinamar                       |
| 6                         | Tandil                        |
| 15                        | Villa Gesell                  |